# Малый Пинюг
Малый Пинюг — река в России, протекает в Подосиновском районе Кировской области. Устье реки находится в 27 км по левому берегу реки Мала. Длина реки составляет 21 км.
Исток реки находится в болоте Журавлишное на возвышенности Северные Увалы в 12 км к северу от посёлка Пинюг. Генеральное направление течения — юго-запад. Русло сильно извилистое, всё течение проходит по ненаселённому лесному массиву. Притоки — Собачья Галяха, Малый Пинюжок, Каменастик, Прудовица (все — правые). Впадает в Малу в 13 км к северо-западу от посёлка Пинюг.

## Данные водного реестра
По данным государственного водного реестра России и геоинформационной системы водохозяйственного районирования территории РФ, подготовленной Федеральным агентством водных ресурсов:
- Бассейновый округ — Двинско-Печорский
- Речной бассейн — Северная Двина
- Речной подбассейн — Малая Северная Двина
- Водохозяйственный участок — Юг
- Код водного объекта — 03020100212103000011429